# Guillaume de Mâcon
Guillaume de Mâcon (vers 1235 - 1308), originaire de Mâcon, fut docteur de l'Université de Paris, chanoine, aumônier du roi et évêque d'Amiens.

## Biographie

### Origines et formation
Guillaume de Mâcon était le fils d'Hugues du Bois et le cousin de Nicolas de Paris, maître en théologie à Paris. Il étudia lui-même à Paris et devint maître ès arts en 1249. Il poursuivit ses études à Bologne de 1265 à 1270 et devint docteur en droit canon et en droit civil. Il travailla pour la Curie romaine et devint chapelain du pape de 1273 à 1275.

### Au service des rois de France
Guillaume de Mâcon fut un familier de la cour de France. Il fut clerc du roi Louis IX. Il fut aussi aumônier du roi Philippe le Hardi en 1278, qui le chargea de plusieurs missions auprès du pape Nicolas III en 1278 et 1281 où accompagné de l'évêque de Chartres, Simon de Perruche, il alla à Rome pour faire avancer la canonisation de Louis IX. Il fut membre du conseil du roi en 1296 puis nonce du roi de France en Angleterre. En 1283, il assista au procès intenté par le roi Philippe III contre Charles d'Anjou, roi de Sicile, oncle paternel du roi qui lui retira les comtés de Poitiers et d'Auvergne.
En 1296, il était membre du conseil du roi Philippe IV le Bel qui siégeait au sujet de Guy de Dampierre, comte de Flandre. En 1297, il fut l'un des évêques chargés de négocier la paix avec le roi d'Angleterre. En 1303, il soutint l'appel au concile pour défendre Philippe IV le Bel contre le pape Boniface VIII.
En 1308, il assista à la translation du chef de Saint-Louis de la basilique de Saint-Denis à la Sainte-Chapelle de Paris.

### Une brillante carrière ecclésiastique

#### Carrière canoniale
Il parvint à cumuler plusieurs bénéfices ecclésiastiques et fut chanoine de la collégiale saint Pierre de Lille en 1258, chanoine de Mâcon de 1259 à 1278, chanoine de Beauvais de 1263 à 1267, chanoine de Paris de 1266 à 1276, chanoine et doyen du chapitre cathédral de Laon de 1266 à 1278 et archidiacre d'Amiens.

#### Évêque d'Amiens
En 1278, la chapitre cathédral d'Amiens le plaça sur le siège épiscopal pour succéder à Bernard d'Abbeville. Sacré par Pierre Barbet, archevêque de Reims, il fut évêque d'Amiens pendant trente ans. L'arrivée de Guillaume de Mâcon sur le siège épiscopal d'Amiens marqua un changement dans le recrutement des évêques d'Amiens qui furent désormais rarement originaires du diocèse. Les nominations se firent grâce aux relations que l'impétrant entretenait avec la cour.
Il a été hostile aux privilèges accordés aux ordres mendiants par le pape Martin IV dans la bulle pontificale Ad fructus uberes fulminée le 13 décembre 1281. Il est intervenu en cour de Rome à la demande des prélats français en 1287 et s'est attiré les admonestations du légat pontifical Benedetto Caetani en 1290. Il a réuni dans le manuscrit Latin 3120, Miscellanea ad controversiam inter fratres mendicantes et praelatos (1281-1289) spectantia, de la Bibliothèque nationale de France des textes contre les privilèges des ordres mendiants.
Dans son diocèse, il réforma les collégiales de Noyelles-sur-Mer et de Vignacourt en 1280 et 1281 et fonda  en 1301, à Abbeville un couvent de chartreux, la Chartreuse Saint-Honoré de Thuison-lès-Abbeville.
À son décès en 1308, il fut inhumé dans la cathédrale Notre-Dame d'Amiens.